# Borgs kyrka
Borgs kyrka är en kyrkobyggnad i Borgs socken och Norrköpings Borgs församling, Östergötland. Nuvarande Borgs socken bildades genom en sammanslagning av Borgs och Löts socken 1803, till en början kallad Borg och Löts socken, 1887 förenklat till Borgs. Kyrkan ligger fem kilometer sydväst om Norrköping, mellan E4 och gamla Linköpingsvägen.

## Kyrkobyggnaden
Borgs kyrka är en nyklassicistisk stenkyrka med kor i öster och torn i väster. Bakom koret finns sakristian. Invändigt är kyrkobyggnaden typiskt sengustaviansk med tunnvalv, stora rundbågiga fönster och ljus färgsättning. I korets mitt fristående altare, i norr på evangeliesidan predikstol av bildhuggaren Carl Fredrik Beurling, i söder på epistelsidan dopplats med en nästan helt odekorerad dopfunt från omkring år 1200. I bakre delen av långhuset en läktare med stor piporgel. 

## Historik
Borgs medeltida kyrka låg strax öster om Borgs herrgård. Den forna kyrkogården är mestadels uppodlad, men fortfarande kan man skönja rester av kyrkans grundmurar. Hur gammal kyrkan är har inte gått att reda ut, men den kan knappast vara uppförd före 1200-talet, däremot kanske betydligt senare.
Den enda avbildningen av gamla kyrkan finns på en teckning från 1600-talets senare hälft. Den visar ett rektangulärt långhus med sadeltak och en liten utbyggnad i väster, antagligen ett vapenhus. Torn saknas. Teckningen anger längden på långhuset till 29 alnar och bredden till 12 alnar, alltså ca 17,5 meter respektive ca 7 meter. Söderväggen har trenne rundbågade fönster och en portal som leder in i koret. Både omkring 1640 och under 1690-talet gjordes stora reparationer. Senare under perioden 1711-1712 dekorerades långhusets plana innertak av målaren Baltzar Wilhelm, Norrköping. År 1719 byggdes ett nytt vapenhus.
Den 20 april 1729 härjade en våldsam brand i Borgs både gård och kyrka. Den senares murar skadades och all inredning, bl.a. ett medeltida altarskåp och en predikstol, förstördes. Kyrkan återuppbyggdes dock under ledning av byggmästare Anders Nilsson och murmästare Samuel Berg. Från Kristbergs kyrka fick man mittpartiet av deras senmedeltida altarskåp. År 1743 skaffades en ny predikstol av bildhuggaren Niclas Österbom, Norrköping. Den placerades över altaret, varvid altarskåpet från Kristberg blev överflödigt. I Carl Fredric Broocmans beskrivning över Östergötland 1760 var den västligaste delen av kyrkan en tillbyggnad, något bredare än kyrkan i övrigt.
Som på så många andra håll vid den här tiden började kyrkan kännas för liten och på 1770-talet började man planera för en utbyggnad. Eftersom grannförsamlingen i Löt hade samma problem, beslöt man av ekonomiska skäl att göra gemensam sak och bygga en ny större kyrka tillsammans. Eldsjäl bakom förslaget var översten och friherren Erik Göran Adelswärd på Borg och han fick snart med sig de flesta övriga sockenborna. En begäran om sammanslagning av Borgs och Löts socknar bifölls av Kungl. Maj:t 1783 och två år senare fanns fastställda ritningar för en ny kyrka. Ännu hade man dock ej enats om var den skulle stå. Flera ansåg att man borde bygga ut Löts medeltidskyrka medan Adelswärd talade för en helt ny plats. Så småningom enades man om Adelswärds förslag och 1801 påbörjades kyrkbygget med Caspar Seurling som byggmästare.
Borgs och Löts medeltidskyrkor revs 1802 resp. 1803, endast rester av ödekyrkogårdar återstår. Under tiden pågick nybygget och år 1803 var den nya kyrkan klar. En tavla över ingångsportalen kungör: Under Konung Gustaf IV Adolphs regering nybyggdes denna Borg och Löths kyrka 1803. I samband med nybygget försvann emellertid en predikstol från 1649 och en orgel från 1600-talets senare del och åtskilliga andra föremål från de gamla kyrkorna såldes ut på auktion.
Vid en renovering i slutet av 1800-talet moderniserades bänkinredningen med öppna bänkkvarter. Ett försök att återställa den ursprungliga karaktären gjordes vid en första restaurering 1939. År 1970 skapas nya sidoutrymmen genom förlängning av långhusets ytterväggar på ömse sidor om tornet. På 1980-talet görs en större restaurering under ledning av arkitekterna Ahrén och Jacobsson, Linköping. Koret utvidgas och på epistelsidan ordnas en dopplats. I långhuset går man tillbaka till sluten bänkinredning och sakristian fräschas upp.

## Inventarier
- Dopfunt, av granit, ursprungligen från Löts kyrka, oidentifierad upphovsman omkring 1200.
- Ett dopfat i mässing, sannolikt ett tyskt arbete från 1500-talet, försedd med bl.a. ett porträtt av filosofen Cicero.
- Madonnabild av ek, nordtyskt arbete från 1400-talets sista fjärdedel.[
- Träskulpturer, tre helgon ur ett altarskåp, nordtyskt arbete från 1400-talets sista fjärdedel.
- Relief av ek ur ett altarskåp, oidentifierad upphovsman under 1400-talet.
- Madonna och Birgitta, träskulptur av ek ur altarskåp från verkstad i Östergötland omkring 1500.
- Altaruppsats av bildhuggare Carl Fredrik Beurling, Norrköping efter ritningar av Fredrik Bergstedt.
- Altartavla föreställande Kristi bergspredikan målad av Pehr Hörberg 1804 och skänkt av friherre E. G. Adelswärd.
- Altarkrucifix i silver och ebenholts, enligt tradition hemfört från Rom och skänkt av Brita Eldstierna.
- Predikstol av Carl Fredrik Beurling efter ritningar av Fredrik Bergstedt.
- Läktarbarriären visande Konung Davids orkester, målning av O. Littorin.
- Mässhake av blå sammet från omkring år 1500, äldst av textilierna.
- I sakristian hänger två ovala porträtt från 1600-talet med ramar av Carl Fredrik Beurling. När folklivsforskaren Nils Månsson Mandelgren besökte Borgs kyrka på 1840-talet fick han höra att det bakom den svarta färgen på kyrkans nummertavlor dolde sig två porträtt, vilket senare kunde bekräftas vid en restaurering 1936.

## Bildgalleri

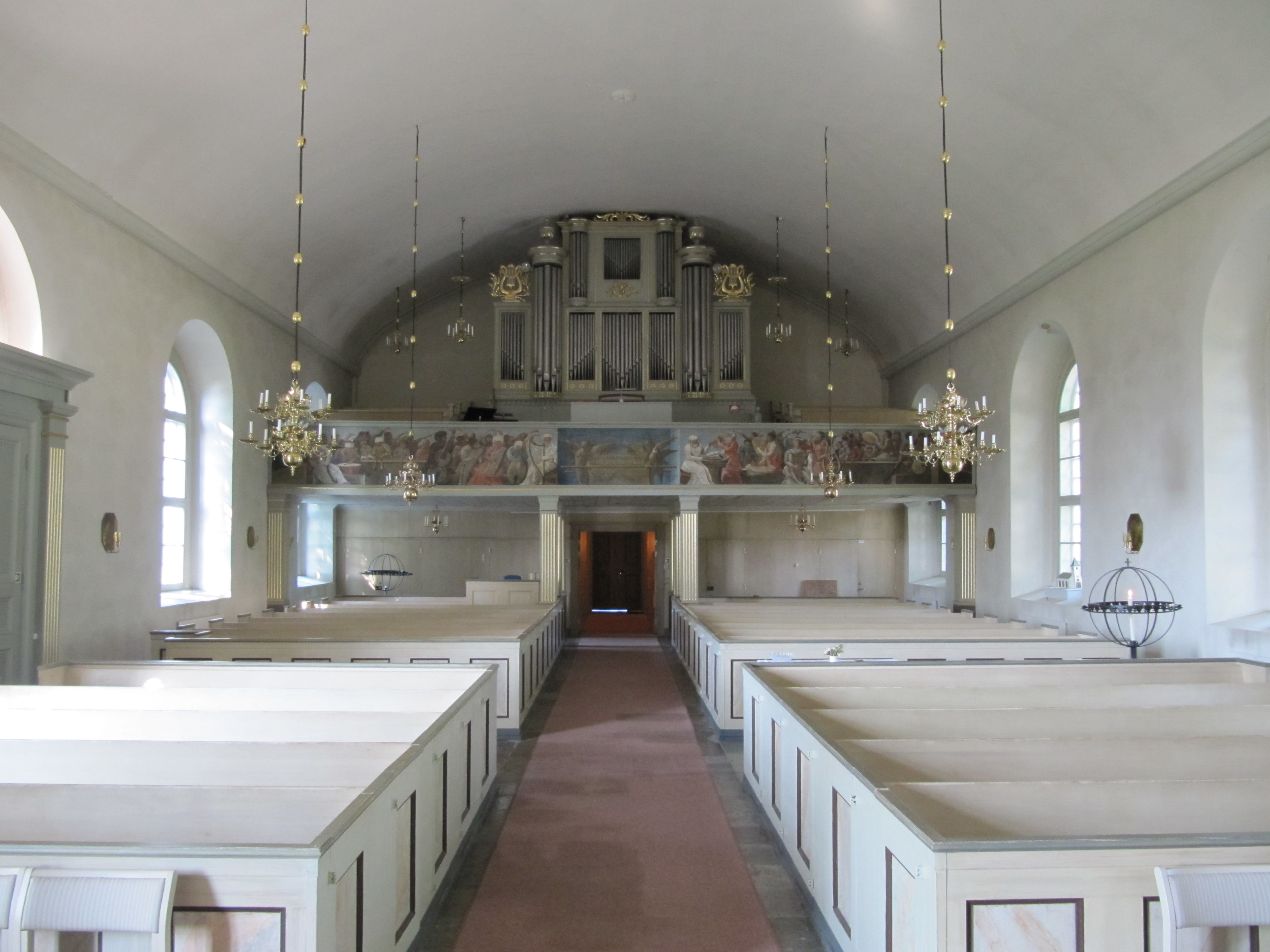
Kyrkorum mot väster
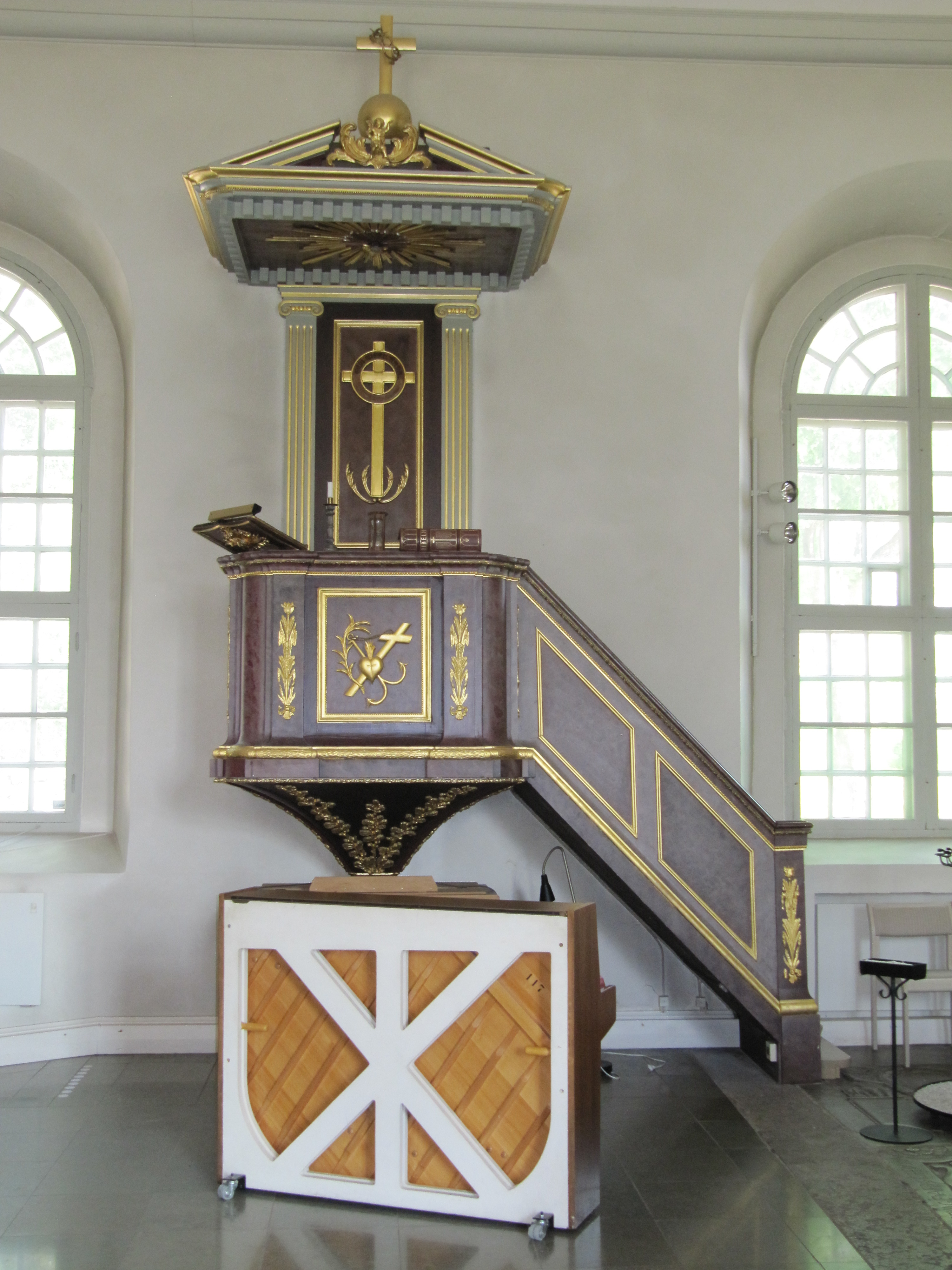
Predikstol
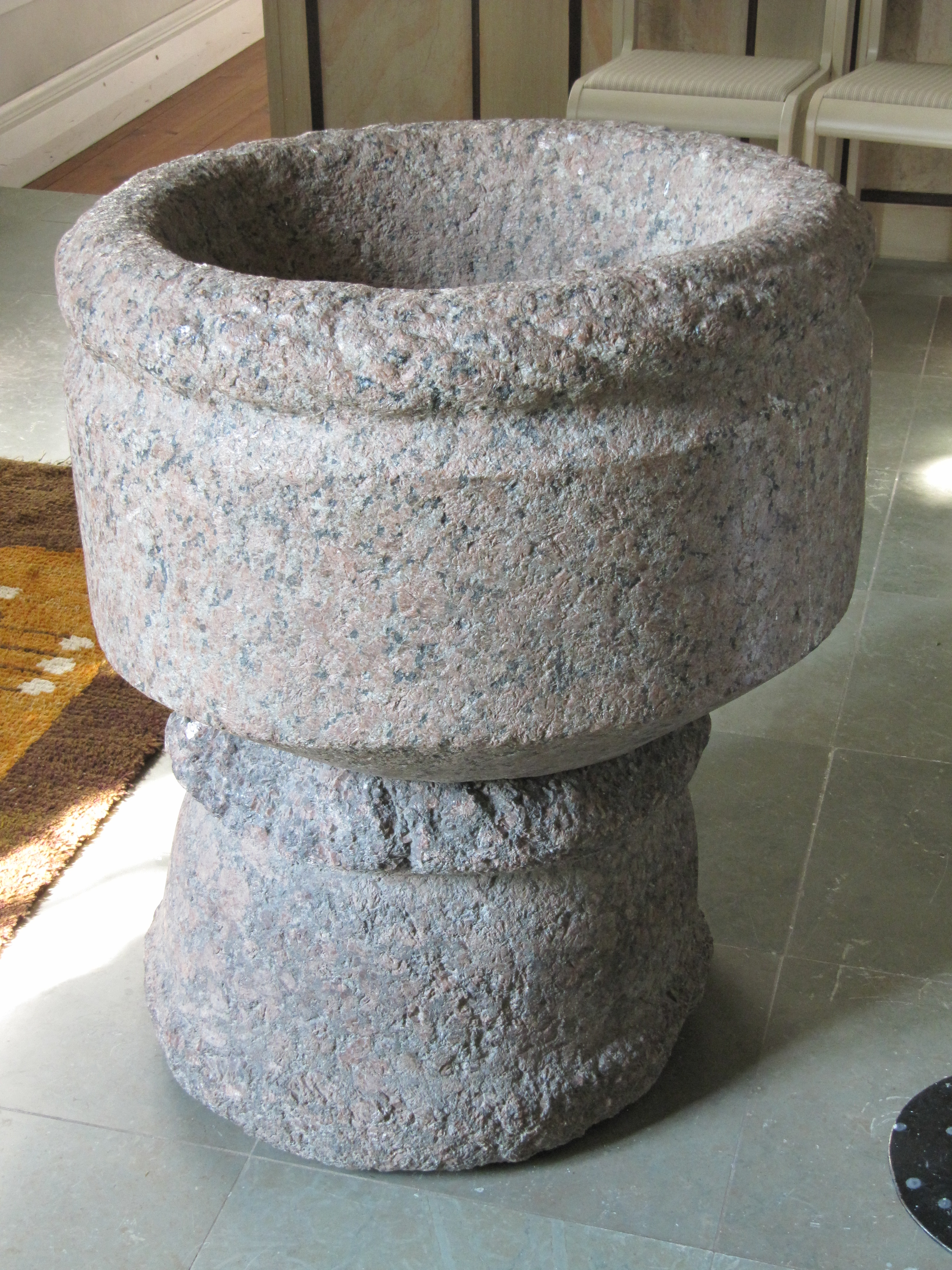
Dopfunt
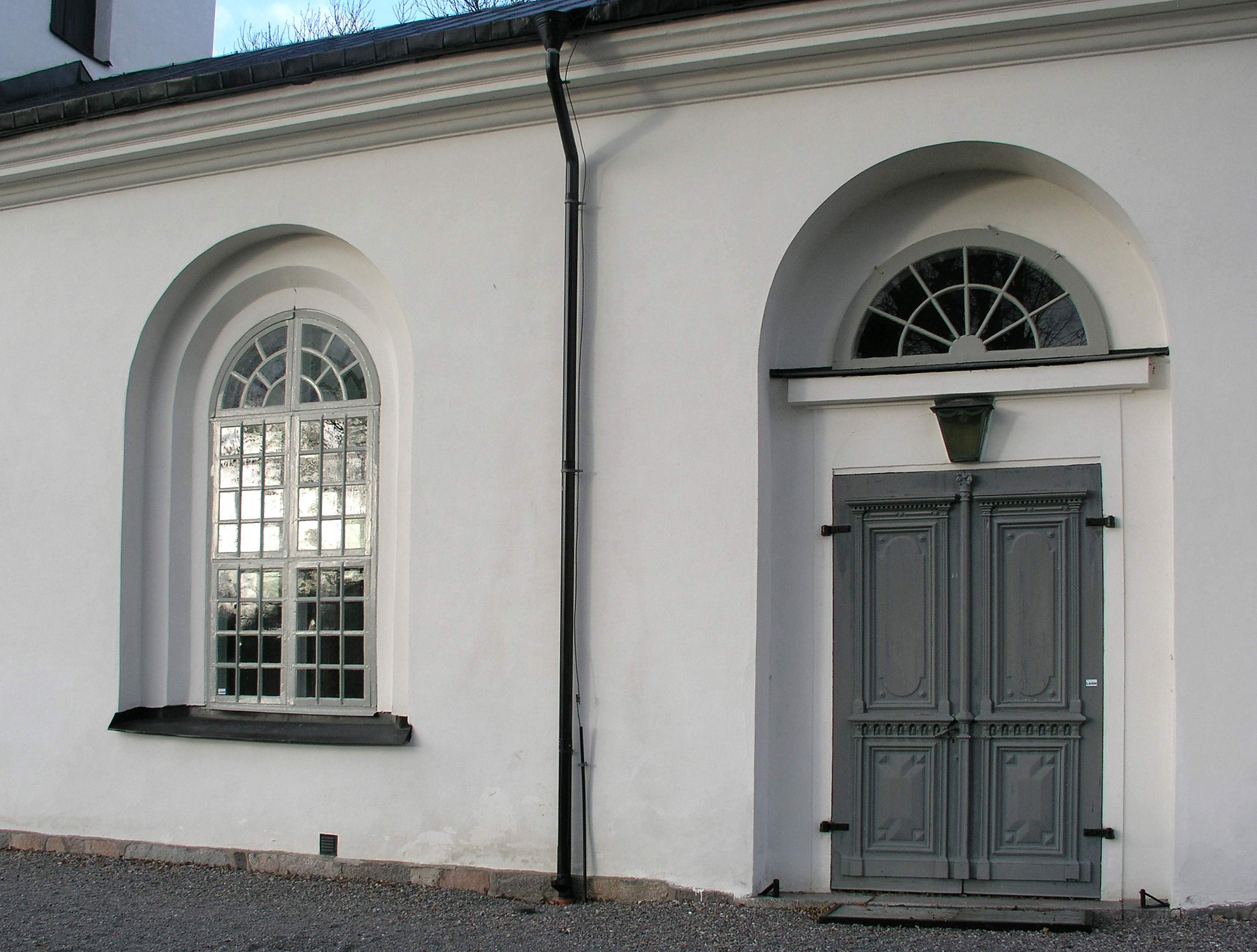
Kyrkans sydportal
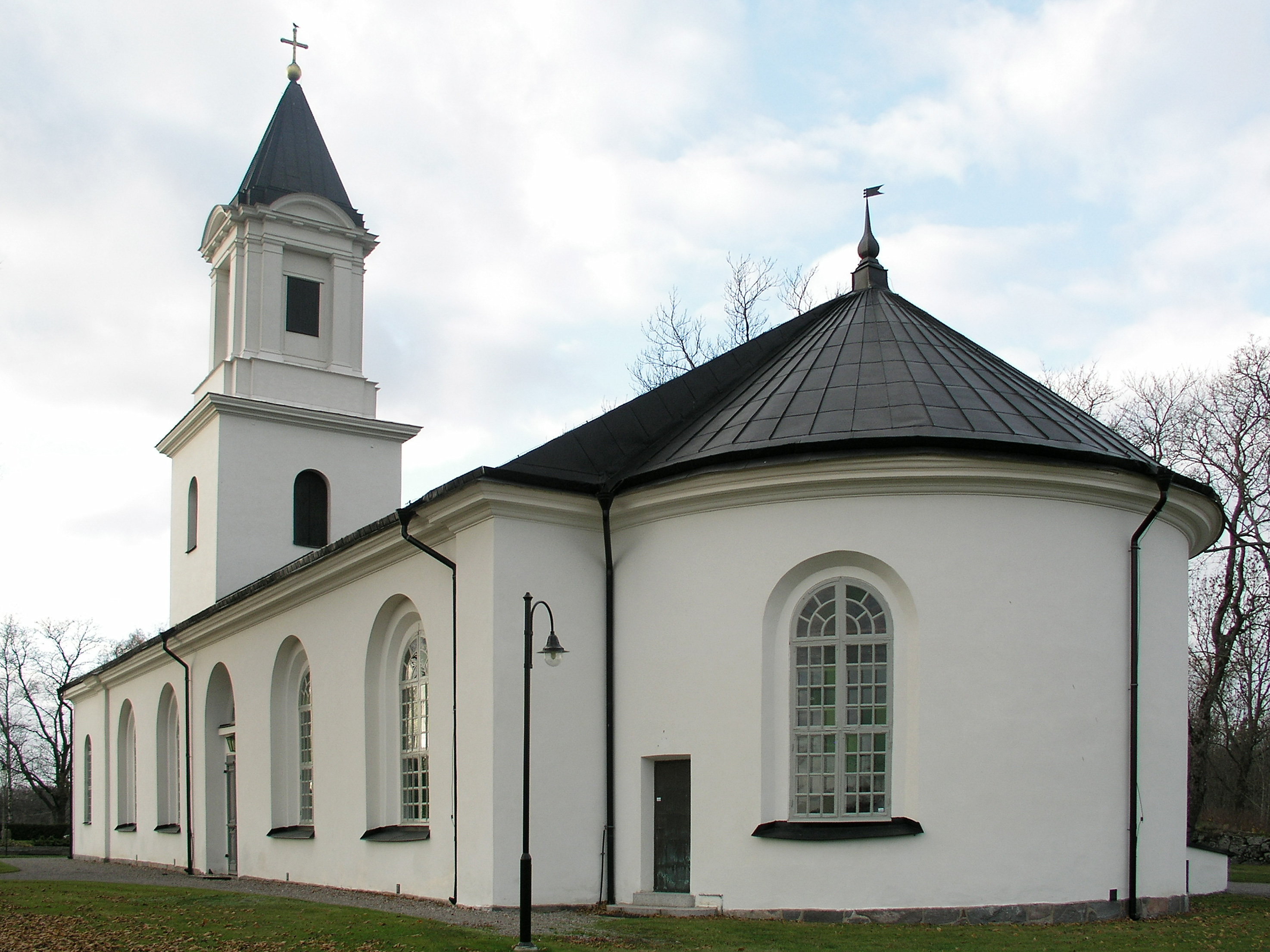
Kyrkan från öster
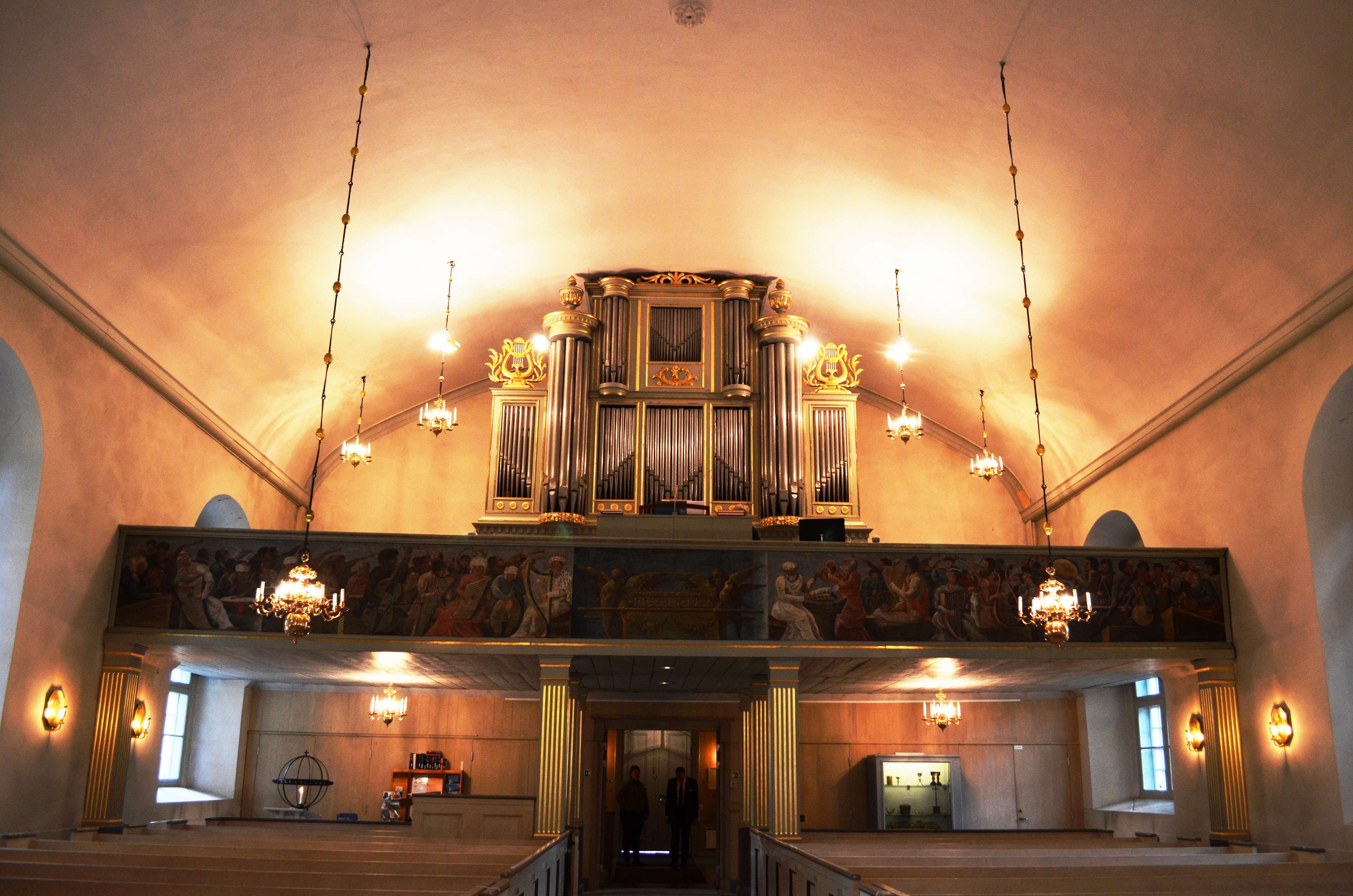
Borg kyrkas orgelläktare
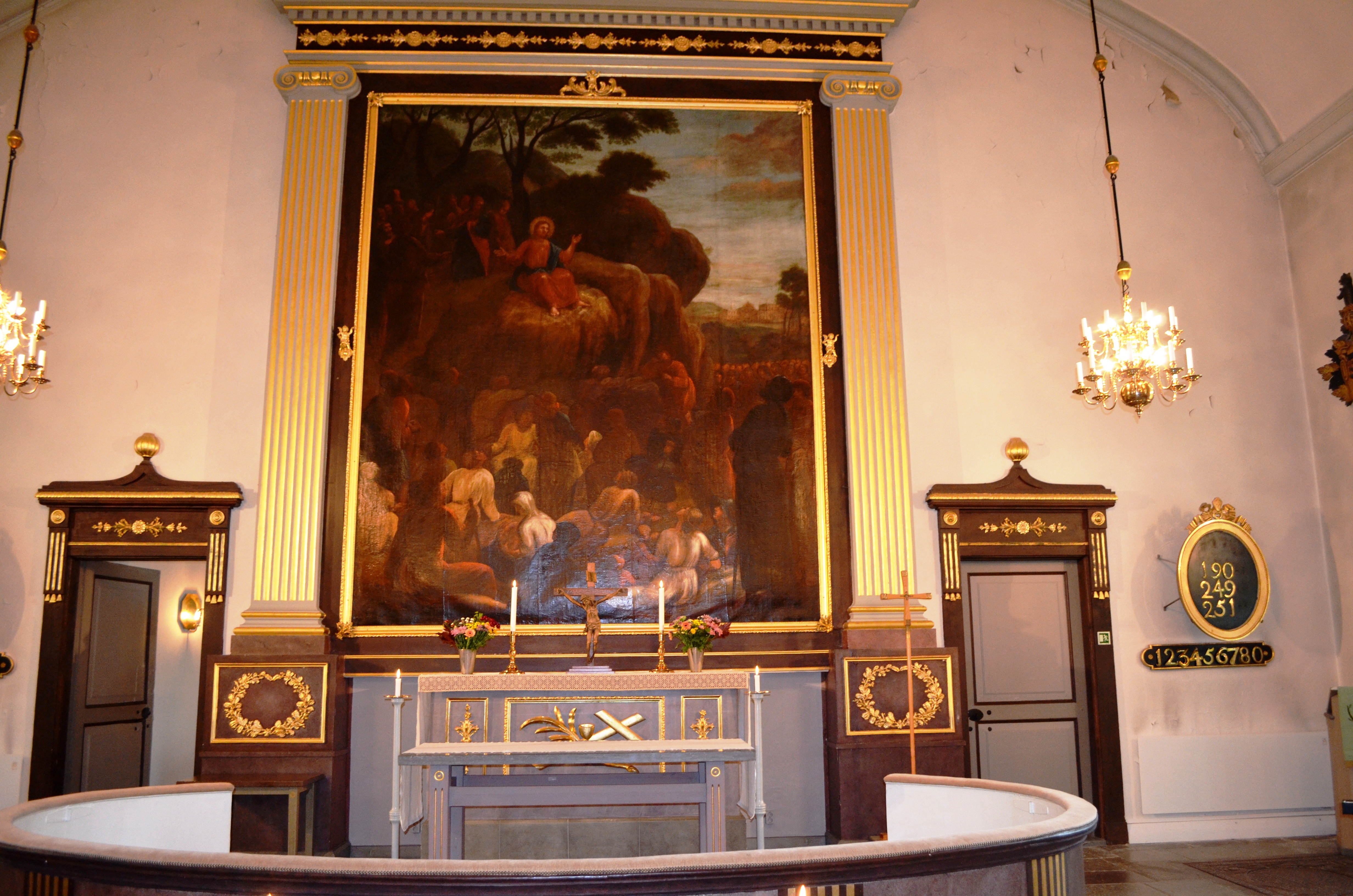
Borg kyrkas altare

## Orgel
- 1807: Pehr Schiörlin, Linköping, bygger kyrkans första piporgel med 22 stämmor på förslag av friherre Israel Lagerfelt, Lagerlunda får den ett manualverk med 9 orgelstämmor, ett öververk på 7½ stämmor och ett pedalverk med 4 stämmor.
- 1910: Firma E A Setterquist & Son, Örebro, bygger en ny 15-stämmig orgel bakom Schiörlins fasad. Två manualer och pedal.
- 1958: Firma A. Magnussons Orgelbyggeri AB, Göteborg, bygger en 3-manualig, 31-stämmig elektropneumatisk orgel med rooseveltlådor. Nära 10 stämmor, efter viss justering, inkluderade från setterquistsorgeln. Fasaden är från 1807 års orgel.

Disposition:
| Huvudverk I       | Öververk II            | Svällverk (III)                     | Pedal                 | Koppel           |
| Principal 8'      | Borduna 8'             | Gedaktpommer 16'                    | Subbas 16'            | I/P              |
| Koppelflöjt 8'    | Principal 4'           | Rörflöjt 8'                         | Ekobas 16', (transm.) | II/P             |
| Oktava 4'         | Italiensk Principal 4' | Salicional 8'                       | Oktavbas 8'           | III/P            |
| Gemshorn 4'       | Rörflöjt 4'            | Gedacktflöjt 4’                     | Gemshorn 8'           | II/I             |
| Oktava 2'         | Waldflöjt 2'           | Fugara 4'                           | Rörgedackt 4'         | III/I            |
| Mixtur IV-V chor. | Kvinta 1 1/3'          | Principal 2'                        | Nachthorn 2’          | III/II           |
| Trumpet 8’        | Scharf III chor.       | Sesquialtera II ch. 2 2/3' + 1 3/5' | Rauschpipa IV chor.   | 16' II/I         |
|                   | Dulcianregal 8’        | Mixtur V-VI chor.                   | Bombard 16’           | 4' III/P         |
|                   | Tremulant              | Oboe 8’                             | Autom. pedalväxling   | 3 fria komb.     |
|                   | Crescendosvällare      | Tremulant                           |                       | Registersvällare |
|                   |                        | Crescendosvällare                   |                       |                  |

## Gravkor
På platsen för Borgs forna kyrka står sedan 1894 ett gravkor tillhörande ätten Eldstierna.

## Prästgårdar

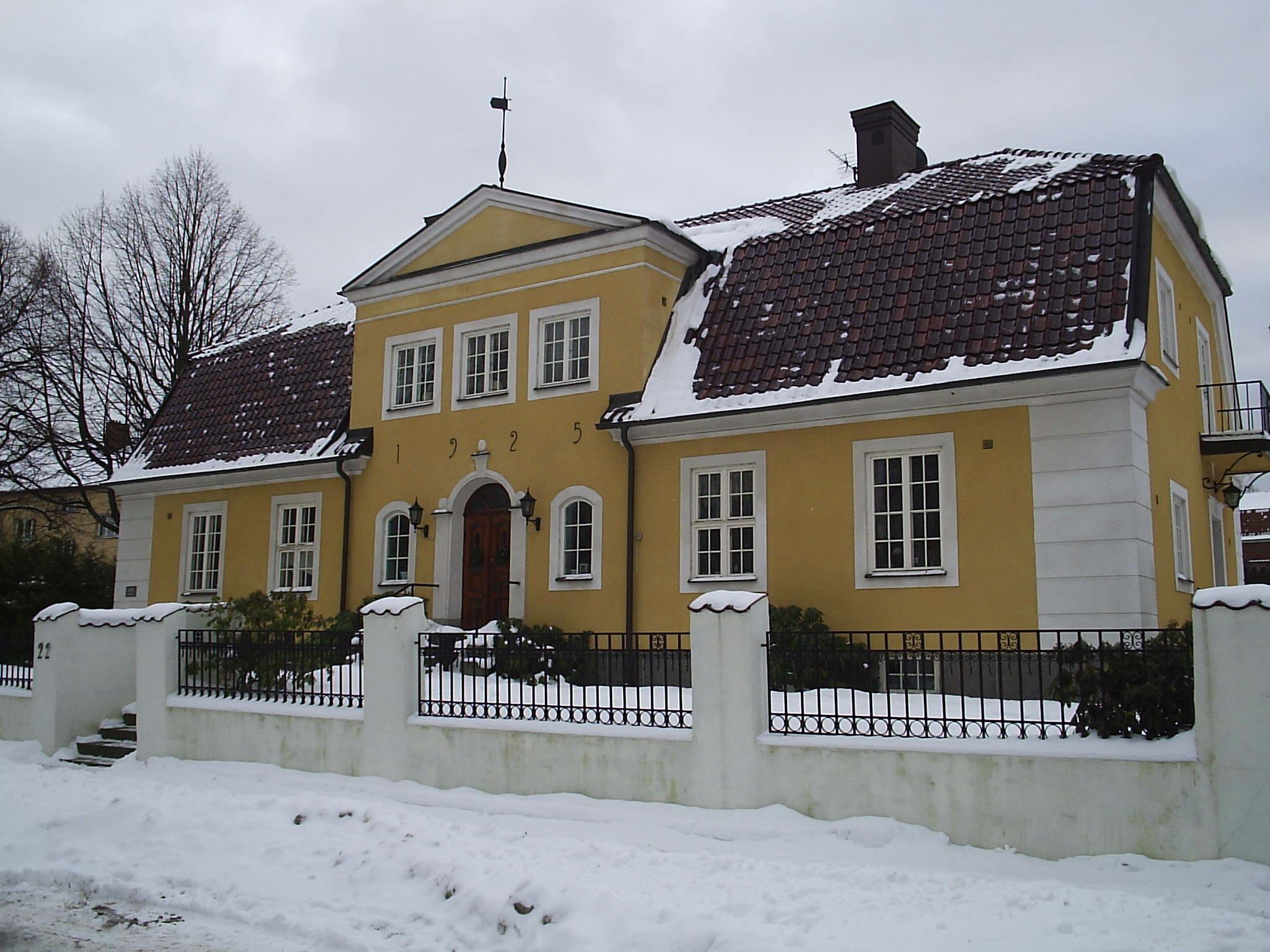
Borgs prästgård

Löts forna prästgård är numera manbyggnad till Löts löneboställe och Löts forna kyrkogård dess tomt.
Borgs prästgård ligger i Kneippen, vars villastad var en del av Borg innan hela socken inkorporerades i Norrköping 1 januari 1936. Prästgården uppfördes 1925 efter arkitekt Knut Pihlströms ritningar. Den var Borgs församlings kyrkoherdeboställe 1925-1980 och pastorsexpedition 1925-1969. Numera är byggnaden i privat ägo. 

### Webbkällor
- Borgs kyrka på Borgs församlings webbplats.
- byggnadspresentation
- Eriksgatan Norrköping – Linköping.